# 布雷特·塔克
布雷特·塔克（Brett Alan Tucker，1972年5月21日—）是澳大利亞的一個演員和歌手，他是小小馬鞍和麥克勞德的女兒的常規成員。他也在家有芳鄰中飾演 Daniel Fitzgerald角色。